# 단화

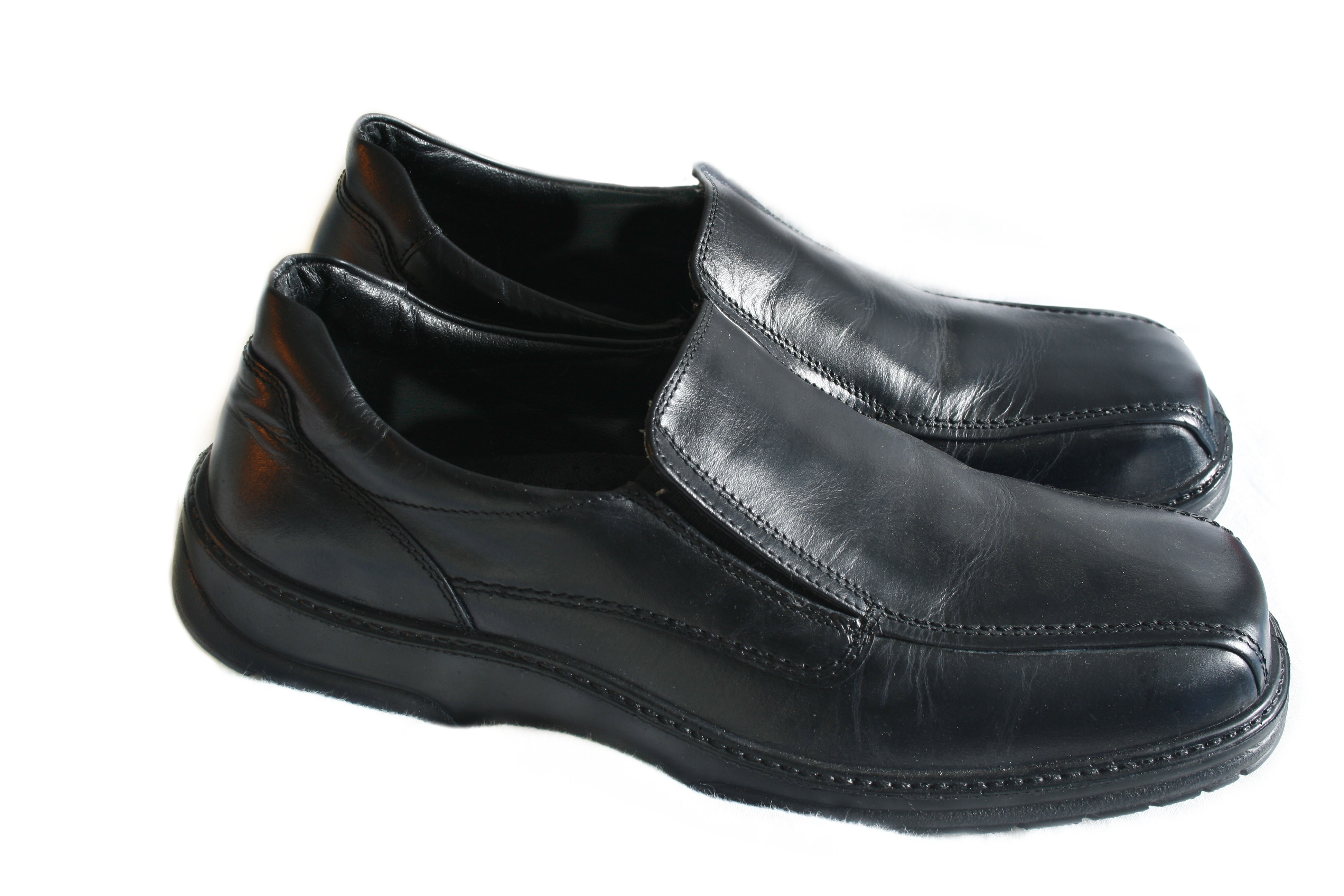

단화(短靴, penny loafers or loafer), 슬립온(slip-ons or slippers)은 장화에 대비되는 것으로서, 발목이 짧은 구두다.
단화는 일반적으로 낮고 레이스가 없는 신발이다. 미국 문화에서 로퍼 또는 슬리퍼로 가장 흔히 볼 수 있는 스타일은 모카신 구조를 가지고 있다. 최초의 디자인 중 하나는 윌드스미스 로퍼(Wildsmith Loafer)라고 불리는 윌드스미스 슈즈(Wildsmith Shoes)에 의해 런던에서 소개되었다. 캐주얼 신발로 시작했지만 미국에서는 비즈니스 정장과 함께 신을 정도로 인기가 높아졌다. 또 다른 디자인은 노르웨이(20세기 초)에서 올란 슈(Aurlandskoen, Aurland Shoe)로 소개되었다. 다양한 색상과 디자인으로 다양한 상황에서 착용되며, 종종 앞면에 술이 있거나 금속 장식('구찌' 로퍼)이 특징이다.
덜 캐주얼하고 초기 유형의 단화는 사이드 고링(드레스 로퍼)으로 만들어진다. 레이스업 옥스포드와 같은 모양으로 제작되었지만 끈이 없는 이 신발은 측면에 신축성 있는 인서트가 있어 신발을 쉽게 벗을 수 있지만 착용할 때 꼭 들어맞는다. 영국에서 인기가 있다.

## 같이 보기
- 슬리퍼